# Brynica (wieś w powiecie kluczborskim)
Brynica (niem. Brinitze, 1936-1945 Kiefernhain)– wieś w Polsce położona w województwie opolskim, w powiecie kluczborskim, w gminie Wołczyn.
W latach 1975–1998 miejscowość należała administracyjnie do województwa opolskiego.

## Zabytki
Do wojewódzkiego rejestru zabytków wpisane są:
- dwór, z poł. XIX w.
- spichrz, z poł. XIX w.
- park
- ogrodzenie.